# Arturo Álvarez
Arturo Álvarez (Houston (Texas), 28 juni 1985) is een Amerikaanse voetballer, die speelt voor FC Dallas.
In 2003 kreeg Alvarez een contract bij de San Jose Earthquakes. In zijn eerste jaar kreeg hij maar 655 minuten speeltijd en in zijn tweede jaar verdiende hij ook maar weinig speeltijd. In 2005 werd hij geruild met FC Dallas, waarbij Richard Mulrooney en Brad Davis bij betrokken waren.
Tijdens de Major League Soccer cup playoffs werd hij tegen Houston Dynamo van het veld gestuurd, nadat hij Brad Davis een knietje gaf. In die wedstrijd verloor FC Dallas met 4-1 en de terugwedstrijd met 4-2.
In november 2007 liep hij een week proef bij de Franse club Girondins de Bordeaux.

## Internationale carrière
Alvarez was recentelijk uitgenodigd voor het Amerikaans voetbalelftal onder de 23 door assistent coach Piotr Nowak.